# Говард, Генри, 4-й граф Карлайл
Генри Говард, 4-й граф Карлайл (англ. Henry Howard, 4th Earl of Carlisle) — британский политик из партии вигов. Член Палаты общин с 1715 по 1738 год, позднее, с получением титула графа, стал членом Палаты лордов.
Карлайл был третьим, но самым старшим из выживших сыновей Чарльза Говарда, 3-го графа Карлайла, и его жены леди Анны, дочери Артура Капеля, 1-го графа Эссекса. Он получил образование в Итоне и Тринити-колледже в Кембридже.
Карлайл был избран членом парламента от Морпета в 1715 году. Это место он занимал вплоть до 1738 года, когда он сменил своего отца в графстве и вошел в Палату лордов. В 1756 году Говард стал кавалером Ордена Подвязки.
Он продолжил строительство замка Касл-Ховард, начатое его отцом по проекту его зятя сэра Томаса Робинсона.
В 1717 году лорд Карлайл женился на леди Фрэнсис, дочери Чарльза Спенсера, 3-го графа Сандерленда. Леди Фрэнсис умерла в 1742 году. У него было три сына и две дочери от первого брака:
- Чарльз Говард, виконт Морпет (1719—1741)
- Генри Говард, умер в молодости
- Роберт Говард, виконт Морпет (1724—1743)
- Леди Арабелла Говард (ум. 1746)
- Леди Диана Ховард (умерла 18 марта 1770 года)

Лорд Карлайл женился во второй раз на Изабелле, дочери Уильяма Байрона, 4-го барона Байрона, в 1743 году. От второго брака также у него было два сына и четыре дочери:
- Леди Энн Говард (1744 — 13 октября 1799)
- Леди Фрэнсис Говард (1745 — 27 апреля 1808)
- Леди Элизабет Говард (1747 — июнь 1813)
- Фредерик Ховард, 5-й граф Карлайл (1748—1825)
- Леди Джулиана Говард (6 июля 1750 года — 22 января 1849 года)

Генри Говард скончался в сентябре 1758 года. Звания графа Генри Говарда унаследовал его старший сын от второго брака Фредерик. Его вдова леди Карлайл позднее вышла замуж за сэра Уильяма Масгрейва, 6-го баронета, в 1759 году и умерла в 1795 году в возрасте 73 лет.